# Claudioperla tigrina
Claudioperla tigrina is een steenvlieg uit de familie Gripopterygidae. De wetenschappelijke naam van de soort is voor het eerst geldig gepubliceerd in 1904 door Klapálek.